# Ligne 2 Bloor-Danforth
 (janvier 2022).
Si vous disposez d'ouvrages ou d'articles de référence ou si vous connaissez des sites web de qualité traitant du thème abordé ici, merci de compléter l'article en donnant les références utiles à sa vérifiabilité et en les liant à la section « Notes et références ».
La ligne 2 Bloor-Danforth, est une ligne du métro de Toronto située sous la rue Bloor et l’avenue Danforth, entre Kennedy à l’est et Kipling à l’ouest.
C'est la seconde ligne la plus achalandée après la ligne Yonge - University - Spadina. C'est aussi la seconde plus longue ligne du réseau avec 30,2 km de ligne commerciale.
La ligne est très fréquentée dans le centre de Toronto, notamment entre les stations Bloor/Yonge et Spadina. (Stations permettant une correspondance avec la ligne Yonge - University - Spadina.

## Historique
Elle est symbolisée par la couleur verte.

## Caractéristiques techniques

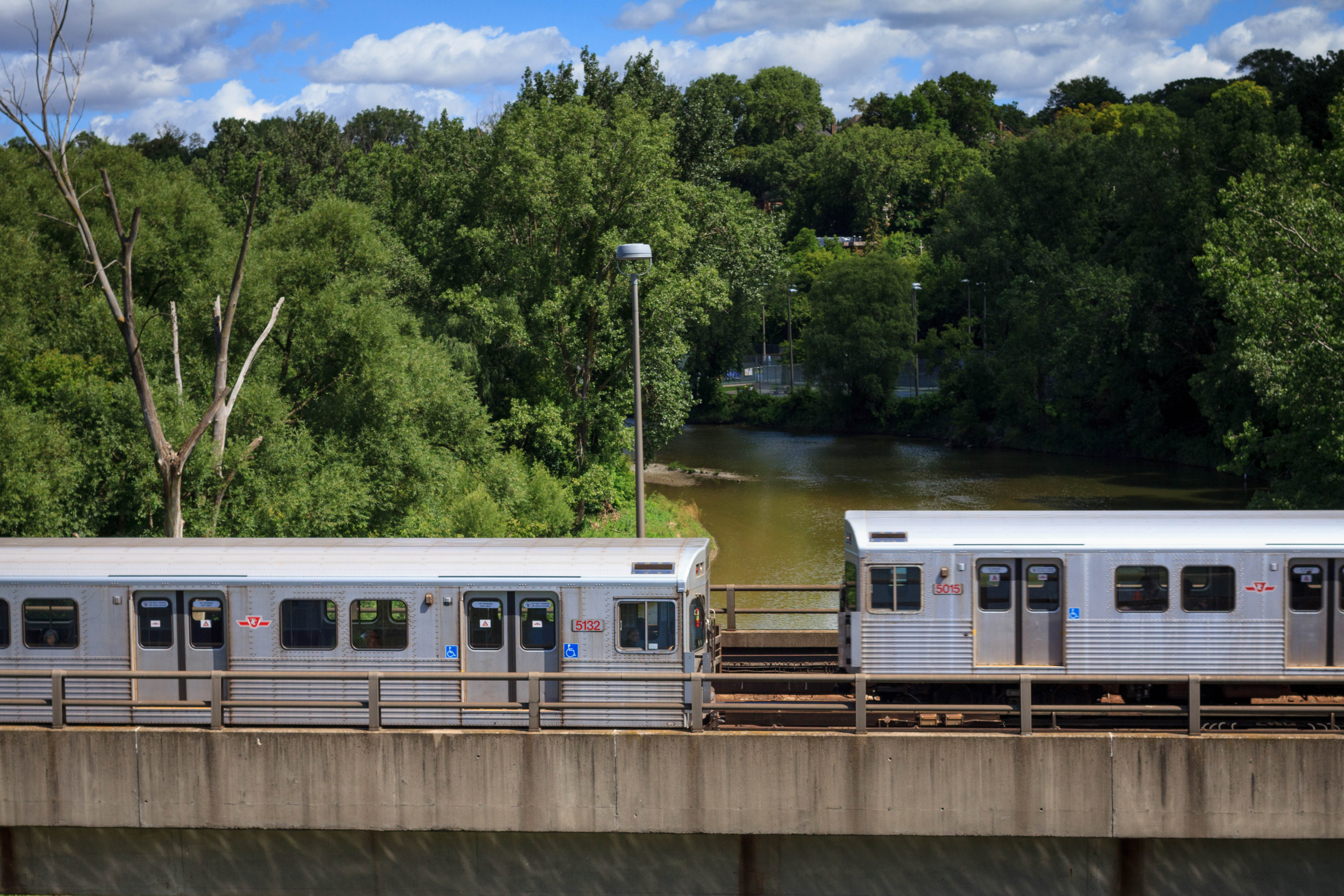
Deux rames sur le viaduc de la Humber River

### Mode d'alimentation
La ligne 2 Bloor Danforth est une ligne métropolitaine, alimentée en électricité grâce à un troisième rail comme la majorité des réseaux métropolitains du monde. Le courant utilisé et de 600 volts, comme sur le reste du réseau.

### Infrastructures
La ligne est principalement souterraine, mais possède tout de même plusieurs portions aériennes ou tout du moins au niveau du sol, notamment en banlieue (Kipling, Etobicoke).
Il n'existe que deux ponts sur la ligne Bloor - Danforth, permettant chacun de franchir une des deux rivières de la ville :
À l'est entre les stations Castle Frank et Broadview pour enjamber le Don, à l'ouest, entre les stations Old Mill et Jane pour enjamber la Humber.

## Stations
| Stations      | Ouverture | Correspondances            |
| ------------- | --------- | -------------------------- |
| Kipling       | 1980      | GO Transit                 |
| Islington     | 1968      |                            |
| Royal York    | 1968      |                            |
| Old Mill      | 1968      |                            |
| Jane          | 1968      |                            |
| Runnymede     | 1968      |                            |
| High Park     | 1968      |                            |
| Keele         | 1966      |                            |
| Dundas West   | 1966      | GO Transit                 |
| Lansdowne     | 1966      |                            |
| Dufferin      | 1966      |                            |
| Ossington     | 1966      |                            |
| Christie      | 1966      |                            |
| Bathurst      | 1966      |                            |
| Spadina       | 1966      | Ligne 1 Yonge-University   |
| St. George    | 1966      | Ligne 1 Yonge-University   |
| Bay           | 1966      | (Lower Bay, fermé en 1966) |
| Bloor-Yonge   | 1966      | Ligne 1 Yonge-University   |
| Sherbourne    | 1966      |                            |
| Castle Frank  | 1966      |                            |
| Broadview     | 1966      |                            |
| Chester       | 1966      |                            |
| Pape          | 1966      |                            |
| Donlands      | 1966      |                            |
| Greenwood     | 1966      |                            |
| Coxwell       | 1966      |                            |
| Woodbine      | 1966      |                            |
| Main Street   | 1968      | GO Transit                 |
| Victoria Park | 1968      |                            |
| Warden        | 1968      |                            |
| Kennedy       | 1980      | GO Transit                 |

## Projets
Le 10 avril 2019, le premier ministre Doug Ford a annoncé que la province financerait le prolongement de la ligne 2 dans Scarborough, un quartier de Toronto. Metrolinx, une agence provinciale, dirigerait le projet. Le creusement du tunnel a débuté le 23 juin 2022. L'achèvement du prolongement est prévu en 2030.
Le prolongement souterrain sera longue de 7,4 km avec trois nouvelles stations. À partir de la station Kennedy, la ligne se déplacera vers l'est sous l'avenue Eglinton, puis vers le nord sous le Danforth Road et le McCowan Road jusqu'à l'avenue Sheppard. Les trois nouvelles stations seront placées le long du McCowan Road.
Ce prolongement de la ligne 2 remplacera la Ligne 3 Scarborough qui a été construite en 1985 et qui n'est plus fiable.